# Abronia bogerti
Abronia bogerti (абронія Богерта) — вид веретільницеподібних ящірок родини веретільницевих (Anguidae). Ендемік Мексики. Вид названий на честь американського герпетолога Чарлза Мітчілла Богерта.

## Поширення і екологія
Абронії Богерта відомі за типовим зразком, зібраним на північ від Нільтепека в штаті Оахака, між горами Сьєрра-Атравесада і Сьєрра-Мадре-де-Оахака. Вони живуть у вологих гірських тропічних лісах, на висоті від 762 до 1372 м над рівнем моря. Ведуть деревний спосіб життя.